# Economia Țărilor de Jos
Economia Țărilor de Jos este una dintre cele mai dezvoltate din Uniunea Europeană, bazându-se pe comerțul exterior, pe servicii și industria energetică. Țările de Jos este o țară foarte importantă în ceea ce privește Economia. 

## Agricultura
Țările de Jos este al doilea exportator de produse agricole din lume după SUA, fiind cel mai eficient stat din lume în utilizarea potențialului agricol.
Suprafața arabilă a Țărilor de Jos este de 820.000 de hectare, de 10 ori mai mică decât cea a României, care se ridică la 9 milioane de hectare.